# Lijst van beelden in Ridderkerk
Dit is een (onvolledige) chronologische lijst van beelden in Ridderkerk. Onder een beeld wordt hier verstaan elk driedimensionaal kunstwerk in de openbare ruimte van de Nederlandse gemeente Ridderkerk, waarbij beeld wordt gebruikt als verzamelbegrip voor sculpturen, standbeelden, installaties, gedenktekens en overige beeldhouwwerken.
| Geplaatst   | Omschrijving                         | Kunstenaar              | Straat                             | Plaats                | Materiaal                       | Afbeelding |
| ----------- | ------------------------------------ | ----------------------- | ---------------------------------- | --------------------- | ------------------------------- | ---------- |
| 1960        | zonder titel                         | Hank Hans               | Sandelingeweg                      | Ridderkerk            |                                 |            |
| 1967        | Twee kinderen                        | Lajos Ratkai            | Willemstraat t.o. nr. 100          | Slikkerveer           |                                 |            |
| 1967        | Meisje met springtouw                | Jan Kip                 | Burg. de Zeeuwstraat 294           | Ridderkerk            |                                 |            |
| 1967        | zonder titel (reliëf van 7 kinderen) | Olga Oderkerk           | Prinsenstraat 76                   | Slikkerveer           |                                 |            |
| 1967        | 3 vissen                             | Tom Orcboty             | Koninginneweg pand SLOR            | Ridderkerk            |                                 |            |
| 1969        | Kind                                 | Leen von Stein          | De Genestetstraat 2                | Ridderkerk            |                                 |            |
| 1972        | 5 kubussen                           | Peter van Mourik        | Sav. Lohmanstraat nabij vijver     | Ridderkerk            |                                 |            |
| 1973 (2002) | Generaal Henri Winkelman             | Marian Gobius           | Rijksstraatweg 101                 | Rijsoord (Ridderkerk) |                                 |            |
| 1975        | Zon                                  | Wessel Couzijn          | G. Alewijnszstraat 1, gevel        | Ridderkerk            |                                 |            |
| 1983        | onbekend                             | Maria Glandorf          | Willemstraat, politiebureau        | Slikkerveer           |                                 |            |
| 1986        | Danspaar                             | Ineke van Dijk          | Willemstraat, plantsoen            | Slikkerveer           |                                 |            |
| 1986        | Haan                                 | Eric Claus              | Noordstraat, plantsoen             | Bolnes                |                                 |            |
| 1986        | Meisje met spaarpot                  | Marian Kievits          | St. Jorisplein                     | Ridderkerk            |                                 |            |
| 1987        | Winkelientje                         | Marian Kievits          | Vlietplein                         | Ridderkerk            |                                 |            |
| 1988        | Motorrijder                          | Marian Kievits          | Sportlaan                          | Ridderkerk            |                                 |            |
| 1988        | Vlasjongen                           | Marian Kievits          | Rijksstraatweg t.o. nr. 65         | Ridderkerk            |                                 |            |
| 1991        | Farel                                | Lucien den Arend        | Kastanjelaan                       | Ridderkerk            |                                 |            |
| 1992        | Visueel baken (1)                    | Jef Wishaupt            | St. Jorisplein                     | Ridderkerk            |                                 |            |
| 1993        | Visuele bakens (2)                   | Jef Wishaupt            | St. Jorisplein                     | Ridderkerk            |                                 |            |
| 1993        | Visuele bakens (3)                   | Jef Wishaupt            | St. Jorisplein                     | Ridderkerk            |                                 |            |
| 1993        | Zeemeermin op de golven              | Jaap Hartman            | Benedenrijweg/Ringweg              | Bolnes                |                                 |            |
| 1995        | Vrijheidsbeeld                       | Dicky Brand             | Plantsoen achter gemeentehuis      | Ridderkerk            |                                 |            |
| 1997        | De Droom                             | Hans Reijnders          | Koninginneweg                      | Ridderkerk            |                                 |            |
| 2001        | Ontmoetingspoort                     | Piet Slegers            | Populierenlaan/De Zeeuwstraat      | Ridderkerk            |                                 |            |
| 2003        | Stilleven                            | Marianne van den Heuvel | Begraafplaats Vredehof             | Ridderkerk            |                                 |            |
| 2003        | De cirkel van de roos                | Marianne van den Heuvel | Begraafplaats Vredehof             | Ridderkerk            |                                 |            |
| 2003        | Een cirkel van bloemen               | Marianne van den Heuvel | Begraafplaats Vredehof             | Ridderkerk            |                                 |            |
| 2004        | Zomeravond                           | Karin Beek              | Tarwestraat Oostendam              | Ridderkerk            |                                 |            |
| 2006        | Bonsai beeldengroep                  | Cor Kraat               | Vlietlaan, 3 rotondes              | Ridderkerk            |                                 |            |
|             | onbekend                             | Lolke van der Bij       | Boezemweg/ Ebbweg                  | Barendrecht           |                                 |            |
|             | onbekend                             | onbekend                | Willemstraat, KPN                  | Ridderkerk            |                                 |            |
|             | onbekend                             | onbekend                |                                    | Barendrecht           | 1e Barendrechtseweg /Dunantlaan |            |
|             | Olympic Fruit                        | onbekend                | Tuindersweg                        | Barendrecht           |                                 |            |
|             | onbekend                             | onbekend                | Stadhouderslaan, bij Maranathakerk | Slikkerveer           |                                 |            |